# إيليزا ألين
إيليزا ألين (بالإنجليزية: Eliza Allen) هي كاتبة مذكرات ومؤرخة أمريكية، (و. 1826  م).